# Paramiopsalis
Genre
Paramiopsalis est un genre d'opilions cyphophthalmes de la famille des Sironidae.

## Distribution
Les espèces de ce genre se rencontrent en Espagne et au Portugal.

## Liste des espèces
Selon World Catalogue of Opiliones (12/04/2021) :
- Paramiopsalis anadonae Giribet, Merino-Sáinz & Benavides, 2017
- Paramiopsalis eduardoi Murienne & Giribet, 2009
- Paramiopsalis ramblae Benavides & Giribet, 2017
- Paramiopsalis ramulosa Juberthie, 1962

## Publication originale
- Juberthie, 1962 : « Étude des opilions cyphophthalmes Stylocellinae du Portugal: Description de Paramiopsalis ramulosus gen. n., sp. n. » Bulletin du Muséum d'Histoire Naturelle, sér. 2, vol. 34, no 4, p. 267-275 (texte intégral).